# Dicliptera ghatica
Dicliptera ghatica là một loài thực vật có hoa trong họ Ô rô. Loài này được Santapau mô tả khoa học đầu tiên năm 1952.